# Klipa 5 złotych 1936 Żaglowiec

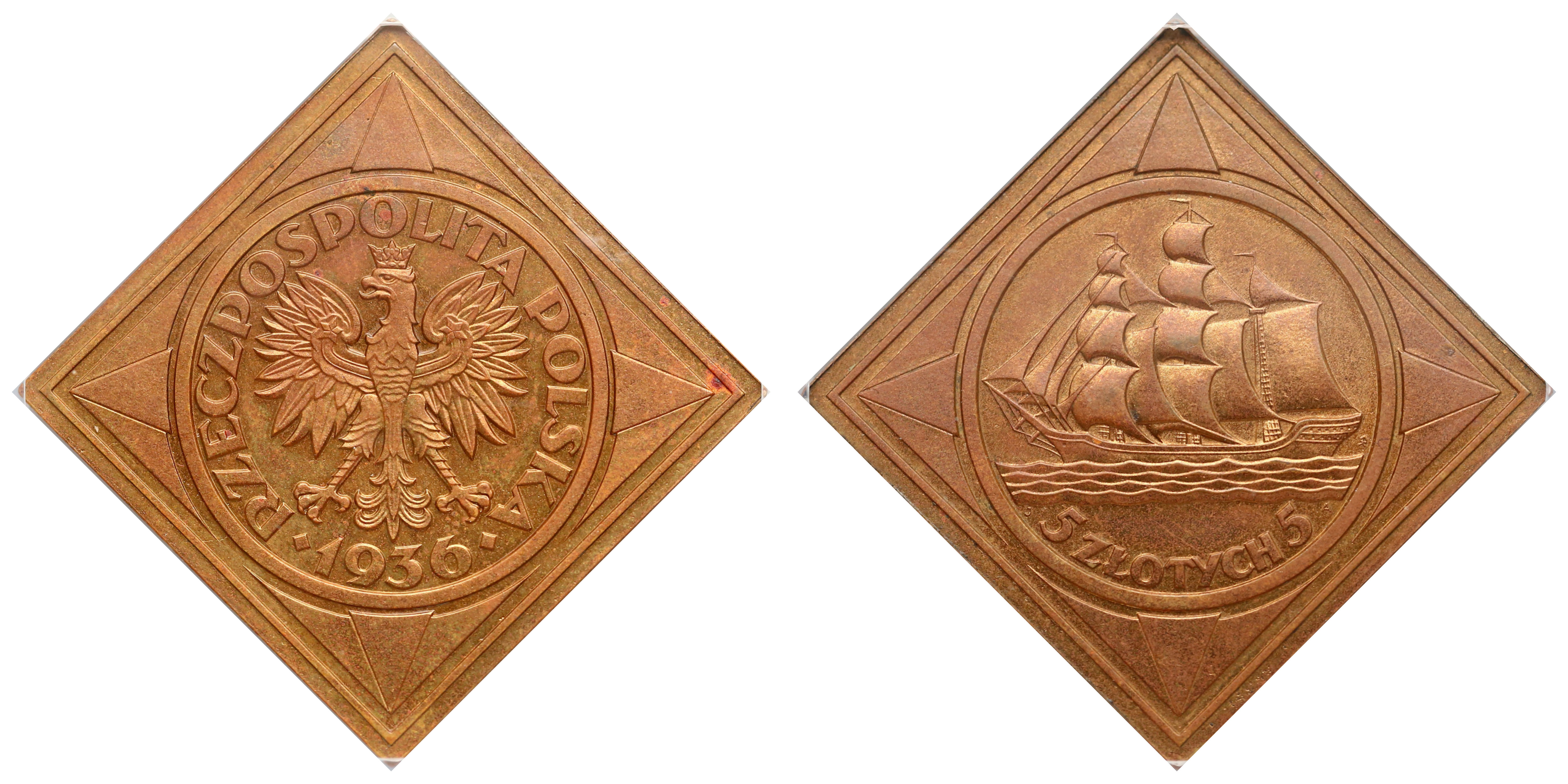
Odmiana w brązie

Klipa 5 złotych 1936 Żaglowiec – próbna moneta pięciozłotowa w formie kwadratowej klipy, z odwzorowaniem w centralnej części, okolicznościowej monety 5 złotych 1936 Żaglowiec. Podobnie jak pierwowzór, była wybita w celu upamiętnienia 15. rocznicę budowy portu w Gdyni.
Jest jedną z czterech klip monet okolicznościowych wybitych w okresie złotowym II Rzeczypospolitej (1924–1939).

## Awers
W centralnej części na awersie znajduje się awers pierwowzoru – godło, czyli orzeł w koronie, napis „RZECZPOSPOLITA POLSKA” oraz rok „1936”.

## Rewers
W centralnej części na rewersie znajduje się rewers pierwowzoru – żaglowiec, napis „5 ZŁOTYCH 5”, z lewej strony inicjały projektanta AJ, a prawej strony herb Kościesza – znak Mennicy Państwowej.

## Nakład
Monetę wybito Mennicy Państwowej, na kwadracie o wymiarach 35 × 35 mm, z rantem gładkim, według projektu Józefa Aumillera w:
- srebrze (masa 20,5 grama, nakład 200 sztuk),
- brązie (masa 17,4 – 20 gramów, nakład 200 sztuk).

## Opis
Oś symetrii monety przechodzi przez przekątną kwadratu, na którym została wybita.
Mimo że klipa ta jest zaliczana do monet próbnych, nie ma na niej ani wypukłego ani wklęsłego napisu „PRÓBA”.
Na początku XXI w. wydawnictwo Nefryt wydało serię replik monet próbnych II Rzeczypospolitej, w tym również replikę klipy 5 złotych 1936 Żaglowiec. Wersja w srebrze tej repliki została wybita stemplem lustrzanym.

## Literatura
- Parchimowicz J.:Monety Rzeczypospolitej Polskiej 1919–1939, Nefryt, Szczecin, wydanie I, ISBN 978-83-87355-65-4